# 피의 일요일 (1972년)

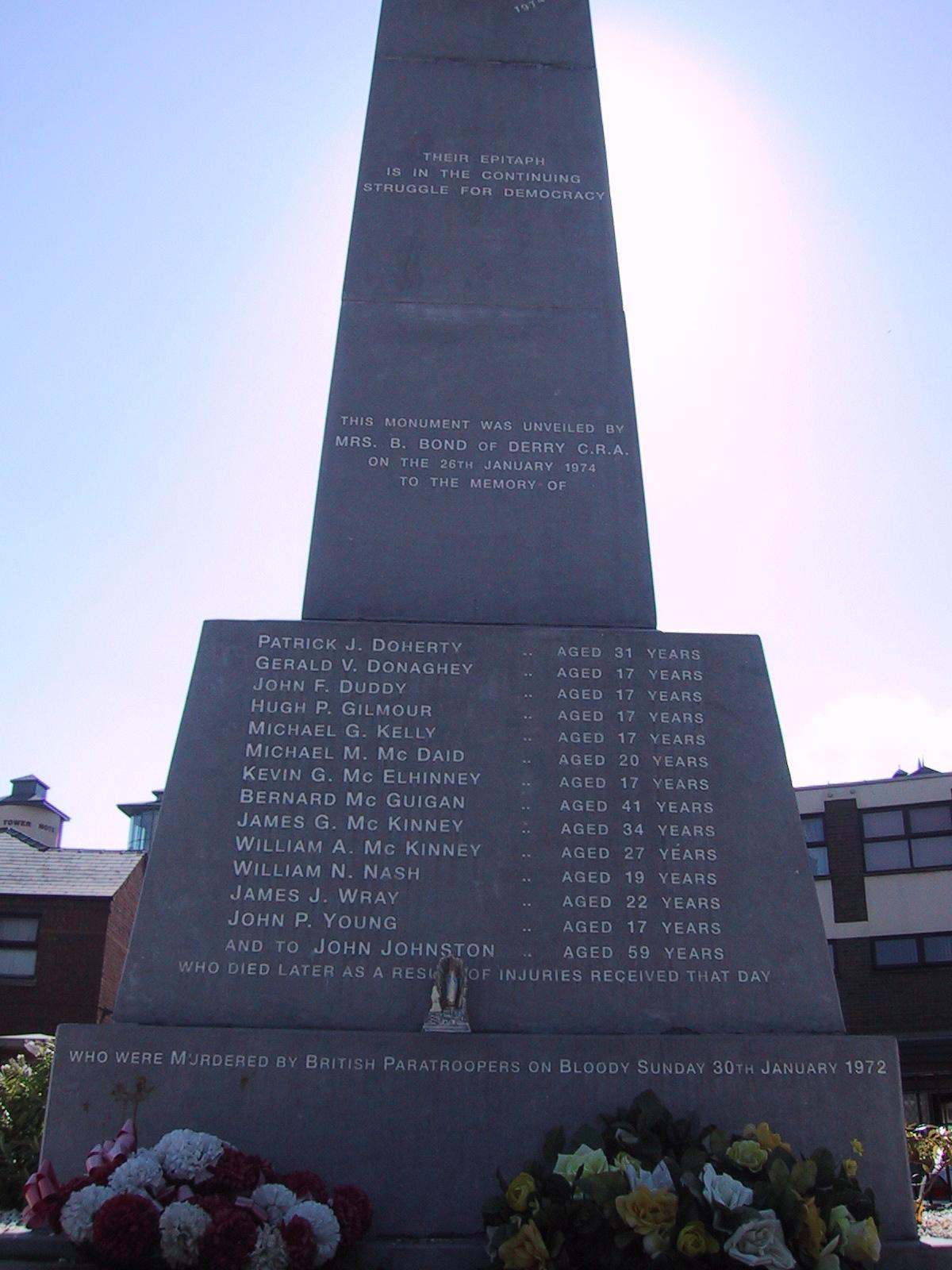
데리 보그사이드에 위치한 피의 일요일 기념물

피의 일요일(Bloody Sunday)은 1972년 1월 30일 북아일랜드 데리에서 시민권 운동중이던 비무장 가톨릭 교도에게 영국군이 발포하여 14명의 사망자와 13명의 중상자를 낸 유혈사건이다. 현대 "트러블"(북아일랜드 분쟁) 역사에서 가장 중요한 사건중 하나로 IRA의 재무장을 가속화시키는 계기가 되었다.